# NGC 7230
NGC 7230 (również PGC 68350) – galaktyka spiralna z poprzeczką (SBbc), znajdująca się w gwiazdozbiorze Wodnika. Odkrył ją William Herschel 6 września 1793 roku.